# Romsdalen
Romsdal er et landskab i den midterste del af fylket Møre og Romsdal i Norge. Det består af kommunerne Aukra, Fræna, Midsund, Molde, Nesset, Sandøy, Rauma og Vestnes. Romsdal udgør sammen med Nordmøre og Sunnmøre de tre tidligere fogderier, som udgør fylket Møre og Romsdal.
Dialekten i Romsdal bliver som regel klassificeret blandt de nordlige e-mål af vestnorske dialekter, men bærer også præg af sit naboskab med trøndske dialekter og midlandsmål.
Dalen Romsdalen, egentlig Raumas dal, er et trangt dalstrøg mellem høje fjelde, som strækker sig fra Åndalsnes i Rauma kommune i Møre og Romsdal til Lesjaskogsvatnet i Lesja kommune i Innlandet. Gennem dalen løber elven Rauma. Raumabanen og E136 går begge gennem Romsdalen.
62°26′50″N 7°50′0″Ø / 62.44722°N 7.83333°Ø